# Пининфарина
Pininfarina S.p.A.  (Пининфарина) (пълно име Carozzeria Pininfarina S.p.A.) е италианска компания за автомобилен дизайн и мебели със седалище в Камбиано, Италия. Тя е основана от Батиста „Пинин“ Фарина през 1930 г. На 14 декември 2015 г. индийската компания Mahindra Group придобива Pininfarina S.p.A. за около 168 млн. €.
Pininfarina е наемана през годините от много автомобилни производители да проектира дизайна на автомобилите им. Някои от тези фирми са дългосрочни клиенти, като Ferrari, Alfa Romeo, Peugeot, Fiat, GM, Lancia и Maserati, и някои нововъзникнали компании в азиатския пазар с китайски производители като AviChina, Chery, Changfeng, Brilliance, JAC и VinFast във Виетнам, както и корейските производители Daewoo и Hyundai.
От 1980 г. Pininfarina също проектира високоскоростни влакове, автобуси, трамваи, автоматизирани леки железопътни средства, яхти, самолети, както и частни чартърни самолети. От 1986 г., със създаването на Pininfarina Extra компанията започва да предлага консултантски услуги по индустриален дизайн, интериорен дизайн, архитектура и графичен дизайн.
Pininfarina се управлява от сина на Серджо Пининфарина Батиста до 2001 г., а след това – от неговия внук Андреа Пининфарина до смъртта му през 2008 г. След смъртта на Андреа по-малкият брат Паоло Пининфарина е назначен за изпълнителен директор.
През 2006 г. в групата на Pininfarina работят 2768 души с дъщерни офиси на компанията в цяла Европа, както и в Мароко и САЩ. От 2012 г. с намаляването на автомобилния дизайн, заетостта във фирмата е намалена до 821 служителя. Pininfarina е регистрирана и се търгува публично на Borsa Italiana (Италианска фондова борса).